# Снуб Поллард
Снуб Поллард (англ. Snub Pollard; 11 листопада 1889, Мельбурн — 19 січня 1962, Бербанк) — американський актор кіно та телебачення.

## Вибрана фільмографія
- 1915 — Даючи їм придатки / Giving Them Fits — співробітник
- 1915 — Особливі витівки пацієнтів / Peculiar Patients' Pranks
- 1916 — Люк знаходить награбоване / Luke Locates the Loot
- 1916 — Люк і сільські жлоби / Luke and the Rural Roughnecks
- 1916 — Люк, цукерка / Luke, the Candy Cut-Up
- 1917 — Дикі жінки / Lonesome Luke's Wild Women
- 1917 — Самотній Люк, посланець
- 1917 — Через паркан / Over the Fence — Снітч
- 1918 — Два пістолета Гасі
- 1918 — Романтичний Озарк / An Ozark Romance
- 1919 — Діти капітана Кідда
- 1919 — Марафон / The Marathon — Снуб
- 1919 — Повернутися до лісу / Back to the Woods